# Stigmatophthalmus altivagus
Stigmatophthalmus altivagus är en tvåvingeart som beskrevs av Lutz 1913. Stigmatophthalmus altivagus ingår i släktet Stigmatophthalmus och familjen bromsar. Inga underarter finns listade i Catalogue of Life.